# Szent Vendel
Szent Vendel (németül: Wendelin, latinul: Wendelinus vagy Wendalinus; 554 k. – 617) remete és apát.

## Élete
Legkorábbi életrajzai 1417 után jelentek meg. Ezek szerint egy skót törzs vezérének fia volt (herceg). Már fiatal korában vonzódott a kereszténység tanaihoz, kultúrájához, sőt a papi hivatáshoz, azonban apja ezt nem nézte jó szemmel. Hogy ezirányú művelődésétől távol tartsa, nyájainak őrzését bízta rá. A juhok legeltetése közben érlelődött meg szívében, hogy amint lehet, remete lesz, de előbb elzarándokol a Szentföldre és Rómába.
Titokban elhagyta törzsét és Rómába zarándokolt, de tovább nem tudott menni, mert a Szentföldet háborúk dúlták. Visszafele utazva, Trier közelében (Westrichben) egy kis házikóban telepedett meg, és koldulással kereste kenyerét. Amikor egy birtokos megfeddte tétlenségéért, pásztornak szegődött el hozzá. Később egy csoda rávette földesurát, hogy engedje meg Vendelnek a remete életmódhoz való visszatérést. A legenda szerint pásztorkodása során annyira vágyódott vissza remetecellájába, hogy angyali segítséggel juhaival együtt ott találta magát. Amikor gazdája összetalálkozott vele, kérdőre vonta, miért vitte olyan messzire a juhokat, de Vendel megígérte, időben otthon lesznek. Amikor a gazda lóháton sietve hazaért, Vendel és a juhok már ott várták, amit a gazda csak csodával tudott magyarázni. 
Később szent életmódjának a híre elterjedt. Számos földműves kereste fel, hogy beteg jószágait megáldja. Végül megválasztották a tholey-i kolostor apátjának, és pappá szentelték. Sírja fölé kis kápolnát emeltek, utóbb e körül nőtt ki St. Wendel városka.
A pásztorok védőszentjükként tisztelik. Emléknapja október 20.